# اولیسس پاسکوا
اولیسس پاسکوا (انگلیسی: Ulises Pascua؛ زادهٔ ۵ دسامبر ۱۹۸۹) بازیکن فوتبال اهل آرژانتین است.
از باشگاه‌هایی که در آن بازی کرده‌است می‌توان به باشگاه ورزشی الریان اشاره کرد.